# Gustavo Hernández Ibáñez
Gustavo Hernández Ibáñez (nascut el 21 de febrer de 1973) és un director de cinema i guionista uruguaià conegut principalment per la pel·lícula de terror La casa muda (2009), guanyadora de nombrosos premis internacionals de cinema. La pel·lícula es va convertir en una pel·lícula de culte i va ser molt valorada per la crítica internacional, i es va convertir en la primera pel·lícula uruguaiana que va aconseguir el seu remake a Hollywood. Gustavo Hernández també ha dirigit nombroses sèries de televisió, com ara Adicciones i Cocinar con el libro.

## Vida i carrera
Gustavo Hernández va estudiar a l'Escola de Cine de l'Uruguai. La seva carrera va començar treballant com a director, ajudant de direcció i muntador d'importants productores de l'Uruguai. També va dirigir diversos videoclips per a grups com NTVG i La Vela Puerca. La seva segona pel·lícula, Local God (2015), va participar en festivals internacionals de cinema com Sitges.
El 2018 va dirigir la pel·lícula No dormirás, amb la participació de Belén Rueda, Eva De Dominici i Eugenia Tobal. El 2022 presenta la seva nova pel·lícula de zombis Virus 32 produïda a l'Uruguai. El mateix any va dirigir la sèrie de televisió documental "Cocinar con el libro" produïda per Emanuel K. Miranda i protagonitzada per Penélope Miranda.

## Filmografia

### Cinema
- La casa muda (2010)
- Dios local (2014)
- No dormirás (2018)
- Virus 32 (2022)
- Lobo feroz (2023)[12]

### Sèries de televisió
- Adicciones (2011) temporada 1.
- Cocinar con el libro (2019) (8 episodis)